# Nicolaus II Bernoulli

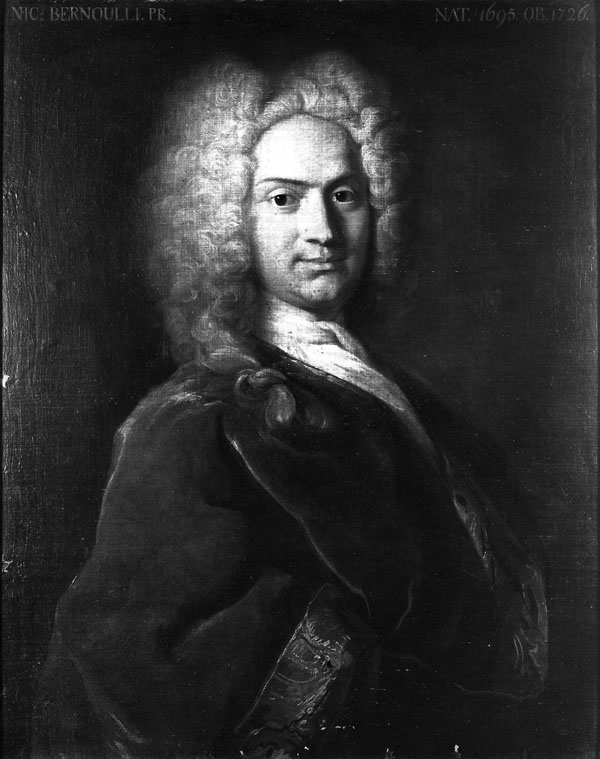
Nicolaus II Bernoulli, porträtterad av Johann Rudolf Huber, 1723.

Nicolaus (eller Nicolas) Bernoulli, född den 27 januari 1695 i Basel, död den 29 juli 1726 i Sankt Petersburg, var en schweizisk matematiker. Han var äldste son till Johann Bernoulli.
Bernoulli blev 1723 professor i juridik i Bern och kallades 1725, jämte sin broder Daniel, till professor i matematik i Sankt Petersburg.